# Campionat del Món de motocròs de 250cc
El Campionat del Món de motocròs de 250cc, regulat per la FIM, fou la màxima competició internacional de motocròs en la cilindrada de 250 cc. Coneguda com a "classe de 250 cc" (en anglès, 250 cc class), era, juntament amb les de 125 i 500 cc, una de les tres categories en què es disputava tradicionalment el Campionat del Món. La categoria estigué activa entre 1962 i 2003 (per bé que aquesta darrera temporada, sota l'efímera denominació de Motocross GP). El 2004 es reconvertí a la nova MX1, anomenada des del 2014 MXGP.
Al contrari d'allò que s'ha fet sempre al mundial de velocitat, en què els Grans Premis programen una cursa de cadascuna de les diferents classes en què es disputa el campionat (actualment, MotoGP, Moto2 i Moto3), històricament el mundial de motocròs s'especialitzava per cilindrada: cada Gran Premi se centrava únicament en una de les tres possibles (125, 250 o 500 cc) i cadascuna tenia, doncs, el seu propi calendari de curses.

## Història
El 26 de juliol de 1947 es va celebrar a Wassenaar, Països Baixos, la primera edició d'un campionat internacional de motocròs reservat a seleccions estatals, el Motocross des Nations. Cinc anys després, el 1952, la FIM instaurà el primer Campionat d'Europa de motocròs per a pilots individuals, obert a motocicletes de fins a 500 cc. El 1957, aquest campionat fou rebatejat com a "Campionat del Món" (tot i seguir-se celebrant íntegrament a Europa) i, al mateix temps, es creà en paral·lel la primera Copa d'Europa de 250 cc, reservada a motocicletes d'aquesta cilindrada.
Feia ja uns anys que diversos països europeus incloïen als seus respectius campionats estatals la classe dels 250 cc (a Txecoslovàquia, des del 1954, a Bèlgica des del 1955, a Alemanya, Finlàndia i Itàlia des del 1956). Al Regne Unit, l'ACU la inclogué al Campionat britànic el 1960, per bé que en aquell país ja feia anys que existien motocicletes de motocròs d'aquesta mena. Fou al tombant de la dècada del 1950 quan Bill Barugh sacsejà el món dels scrambles britànics amb una petita DOT equipada amb un motor de dos temps Villiers. A partir d'aleshores, diversos fabricants muntaren motors d'aquesta marca, en cilindrades de 125, 197 o 250 cc, a les seves motocicletes: Cotton, DMW, Francis-Barnett, James, Norman i, sobretot, Greeves. Aquelles motos es conegueren com a lightweight ("lleugeres").
La Copa d'Europa fou rebatejada com a "Campionat d'Europa" el 1959. El 1961, la FIM instaurà el Trophée des Nations, una rèplica del Motocross des Nations però reservat a motocicletes de 250 cc. Finalment, el Campionat d'Europa d'aquesta cilindrada fou reanomenat "Campionat del Món" el 1962. Entre altres reglamentacions tècniques, en aquest campionat les plaques porta-números de la motocicleta havien de ser verdes amb els números blancs, exactament igual que es feia al mundial de velocitat amb la classe de 250 cc. Tal com passava amb el ja existent mundial de motocròs de 500 cc, el nou campionat de 250 cc se seguí celebrant íntegrament a Europa. No fou fins al 1973 (casualment, l'any en què la FIM introduí un nou campionat europeu, el de 125 cc) que se celebrà el primer Gran Premi de 500cc en un altre continent (concretament, als Estats Units) i pel que fa als 250cc, calgué esperar al 1978 (de nou, fou als Estats Units).
Inicialment, els 250 cc foren tinguts per una mena de "segona divisió" del motocròs, ja que la que més prestigi internacional tenia era la inicial de 500 cc, coneguda popularment com a la "categoria reina" d'aquest esport. Hi havia, però, països on l'interès pels 250 cc era molt superior, sobretot en aquells on les marques de motocicleta hi disposaven de models més competitius. Aquest era el cas dels països del teló d'acer, on les ČZ txecoslovaques van dominar els 250 cc durant anys, i de l'estat espanyol, on les Bultaco i Montesa catalanes varen estar durant anys entre les més competitives del campionat. De mica en mica, però, l'interès de marques, pilots i públic per la categoria petita va anar creixent arreu d'Europa i també als Estats Units, on la Trans-AMA (el prestigiós torneig de final de temporada) inclogué des de l'edició de 1971 un campionat específic per als 250 cc, anomenat Inter-AMA.

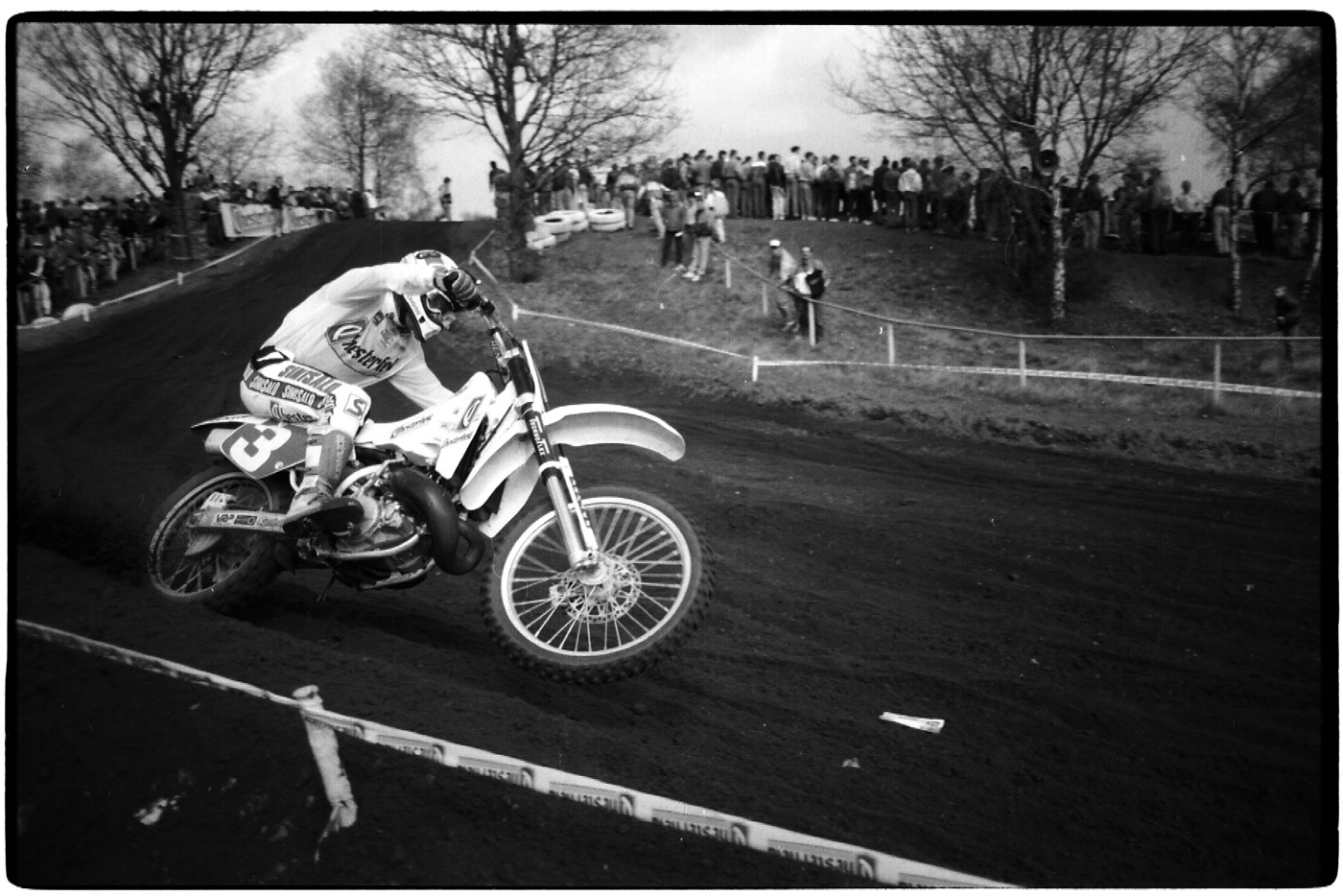
John van den Berk amb la Yamaha 250 cap al 1990

A començaments de la dècada del 1990, la popularitat dels 500 cc començà a declinar en favor de la categoria de 250 cc, la qual acabaria esdevenint la principal i prenent així, doncs, l'apel·latiu familiar de "reina" a la seva germana gran. Des d'aleshores, tant els fabricants, com els pilots i el públic en general passaren a esmerçar les seves principals energies en els 250cc. També durant aquella època aparegueren nous conceptes que capgiraren el desenvolupament tradicional dels mundials de motocròs: d'ençà del 1995, es començaren a programar regularment Grans Premis "dobles" (on s'hi corrien curses de dues categories, quasi sempre les de 125 i 250 cc) i fins i tot "triples" (amb curses de les tres categories).
Al tombant del segle xx, la FIM cedí l'organització del Campionat del Món de motocròs a Youthstream, una societat privada dirigida per Giuseppe Luongo. El 2001, Luongo es vengué els drets acabats d'aconseguir a Dorna, la societat que organitzava el mundial de velocitat. Dorna decidí aleshores aplicar la idea del triple Gran Premi (125, 250 i 500cc alhora) per a tots els que componien el mundial, però amb la diferència que totes les curses es feien en un sol dia -i no pas repartides entre dissabte i diumenge, com fins aleshores-, amb una sola mànega per categoria. El 2003, Dorna rebatejà la classe de 250 cc com a Motocross GP, però fou simplement un canvi de nom, sense cap altra variació.
La gestió de Dorna al capdavant del mundial no acabà de funcionar i, el 2004, l'entitat retrocedí els seus drets a Youthstream. Una de les primeres mesures de Giuseppe Luongo aleshores fou la reformulació total de les tres classes històriques del mundial: les cilindrades de 125, 250 i 500 cc (totes amb motors de dos temps) desaparegueren i, al seu lloc, s'instauraren tres noves classes basades en motors de quatre temps (MX1, MX2 i MX3). La classe de 250 cc (Motocross GP des de l'any anterior), l'antiga "categoria reina", fou substituïda per la nova MX1, pensada especialment per a motors de quatre temps de fins a 450 cc de cilindrada (no feia gaire, al mundial de velocitat s'hi havia fet un canvi similar en reconvertir l'antiga classe dels 500cc en l'actual MotoGP). El 2014, el nom de la categoria MX1 es canvia per MXGP, vigent a l'actualitat.

## Pilots

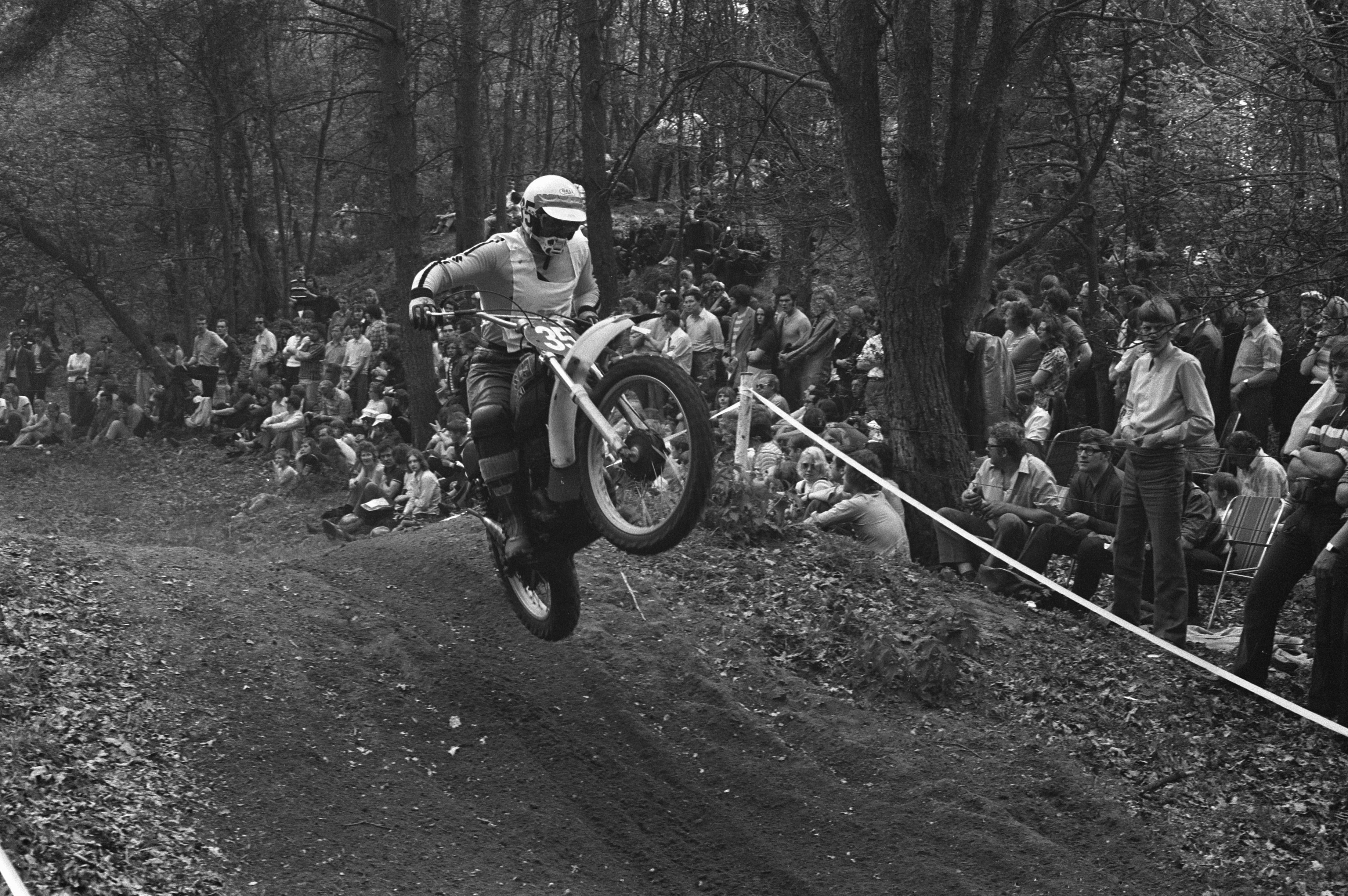
Joël Robert amb la Suzuki 250 al GP dels Països Baixos de 1972

Per la classe de 250 cc hi passaren nombrosos pilots que han fet història dins el motocròs. El primer campió d'Europa, Rolf Tibblin, canvià després als 500 cc i hi aconseguí dos títols mundials. L'altre campió europeu, Dave Bickers, dominà el campionat amb autoritat dos anys seguits i després se centrà en el campionat britànic, on arribà a acumular cinc títols de campió de 250 cc.
El pilot més destacat de la història dels 250 cc -i un dels principals del motocròs en general- fou Joël Robert. El seu rècord de 6 campionats mundials i 50 victòries en Gran Premi, tots en 250 cc, romangué imbatut més de 30 anys. Robert aconseguí la meitat dels seus èxits amb ČZ i l'altra, amb Suzuki, en dura pugna amb Torsten Hallman (Husqvarna) i Víktor Arbékov (ČZ). Tots tres dominaren el mundial de manera incontestable durant una dècada (1962-1972), en la que ha estat considerada l'època daurada d'aquest campionat. Hallman, a més, esdevingué un dels principals responsables de la introducció del motocròs als Estats Units, mentre que Arbékov, després d'haver estat el primer pilot del teló d'acer a guanyar un mundial de motocròs, en fou apartat per les autoritats soviètiques en considerar que s'estava "occidentalitzant" massa. Qui trencà l'hegemonia dels tres primers campions fou Håkan Andersson, amb Yamaha, uns anys abans de protagonitzar un sonat fitxatge per Montesa.
Una dècada després dels èxits d'Arbékov, una altra fornada de pilots soviètics dominà el mundial de motocròs, sobretot després que les autoritats comunistes els autoritzessin a competir amb motocicletes de l'Europa occidental -les austríaques KTM-, en veure que les clàssiques ČZ començaven a quedar desfasades. Vladimir Kavinov i Guennadi Moisséiev en foren els més destacats, especialment el segon, qui acumulà tres títols mundials -cal dir que el primer dels tres, el de 1974, el guanyà després d'una forta polèmica amb el txec Jaroslav Falta (per a molts seguidors, el campió "moral" d'aquella temporada). Falta, juntament amb Miroslav Halm i Antonín Baborovský entre d'altres, formava part de la generació de pilots txecoslovacs que destacaren al mundial de 250 cc durant la dècada del 1970.
També els nord-americans marcaren una època dins la classe dels 250 cc. El primer de tots fou Jim Pomeroy, qui esdevingué el primer americà a guanyar una cursa del mundial el 1973 quan, a només 20 anys, es va imposar amb la seva Pursang 250 a la primera mànega del mundial, al GP d'Espanya del circuit del Vallès. A causa d'una mala interpretació del reglament, la victòria al Gran Premi se l'endugué Hans Maisch, però Pomeroy marcà el camí als seus compatriotes. Calgué, però, esperar al 1982 per a veure un campió del mon nord-americà de 250 cc: Danny LaPorte (casualment, la mateixa temporada que un altre americà aconseguí per al seu país el primer mundial de 500 cc: Brad Lackey).

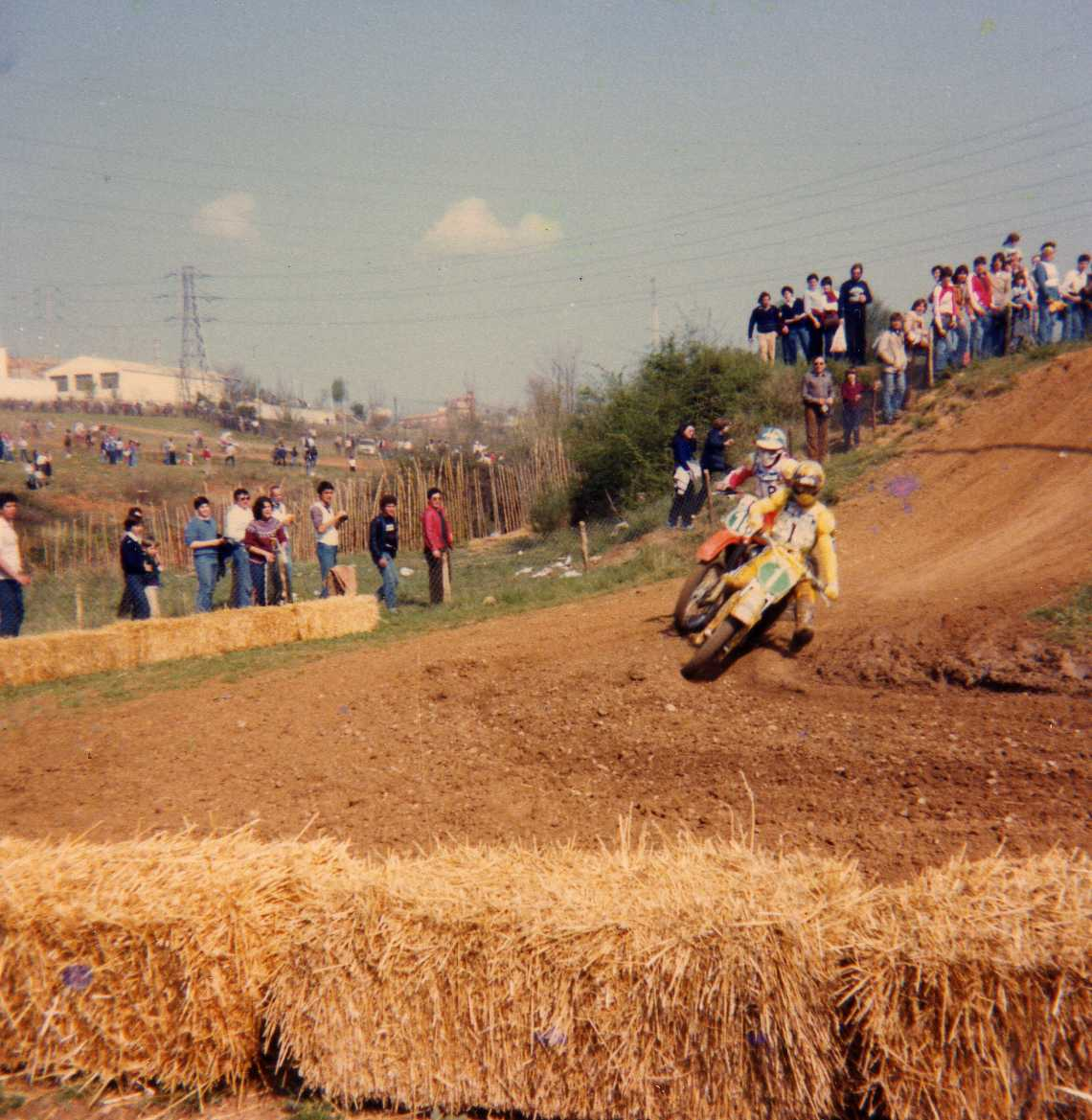
Georges Jobé amb la Suzuki 250 al GP d'Espanya de 1981

Al llarg de la història del campionat, diversos pilots destacats en la classe de 500 cc participaren, abans o després, en els 250 cc. Alguns només aconseguiren títols a la categoria màxima, com ara per exemple Jeff Smith i Roger De Coster, o en cap de les dues (Åke Jonsson, Arne Kring, Adolf Weil o Willi Bauer). Però n'hi hagué uns quants que triomfaren en totes dues categories: entre d'altres, Heikki Mikkola (amb tres campionats de 500 cc i un de 250 cc), Georges Jobé (dos de 500 cc i tres de 250 cc) i Håkan Carlqvist, amb un campionat de cada. En canvi, Gaston Rahier va excel·lir en els 125 cc, amb tres títols mundials consecutius entre el 1975 i el 1977, després d'haver competit unes quantes temporades als 250 cc sense destacar-hi especialment. Un dels campions més prolífics fou Eric Geboers, el primer a aconseguir títols en les tres cilindrades possibles (125, 250 i 500 cc), fet que li valgué el sobrenom de Mr. 875 cc.
La fita de Geboers fou superada per Stefan Everts, el pilot més reeixit de la història del campionat del món (10 títols i 101 victòries en Gran Premi), qui no només guanyà campionats en les tres categories "clàssiques", sinó que també en la nova MX1. El seu pare, Harry Everts, ja havia marcat la fita de guanyar un mundial de 250 cc i tres de seguits després en 125 cc.
Finalment, cal esmentar els catalans que provaren sort al mundial de 250 cc i van seguir el campionat durant alguna temporada, tot i que sense gaire èxit, començant per Pere Pi, Domingo Gris, Toni Elías i Randy Muñoz. Potser el més reeixit fou Elías, amb el seu segon lloc en una mànega al GP d'Espanya de 1979, al Vallès, darrere de Håkan Carlqvist.

## Motocicletes

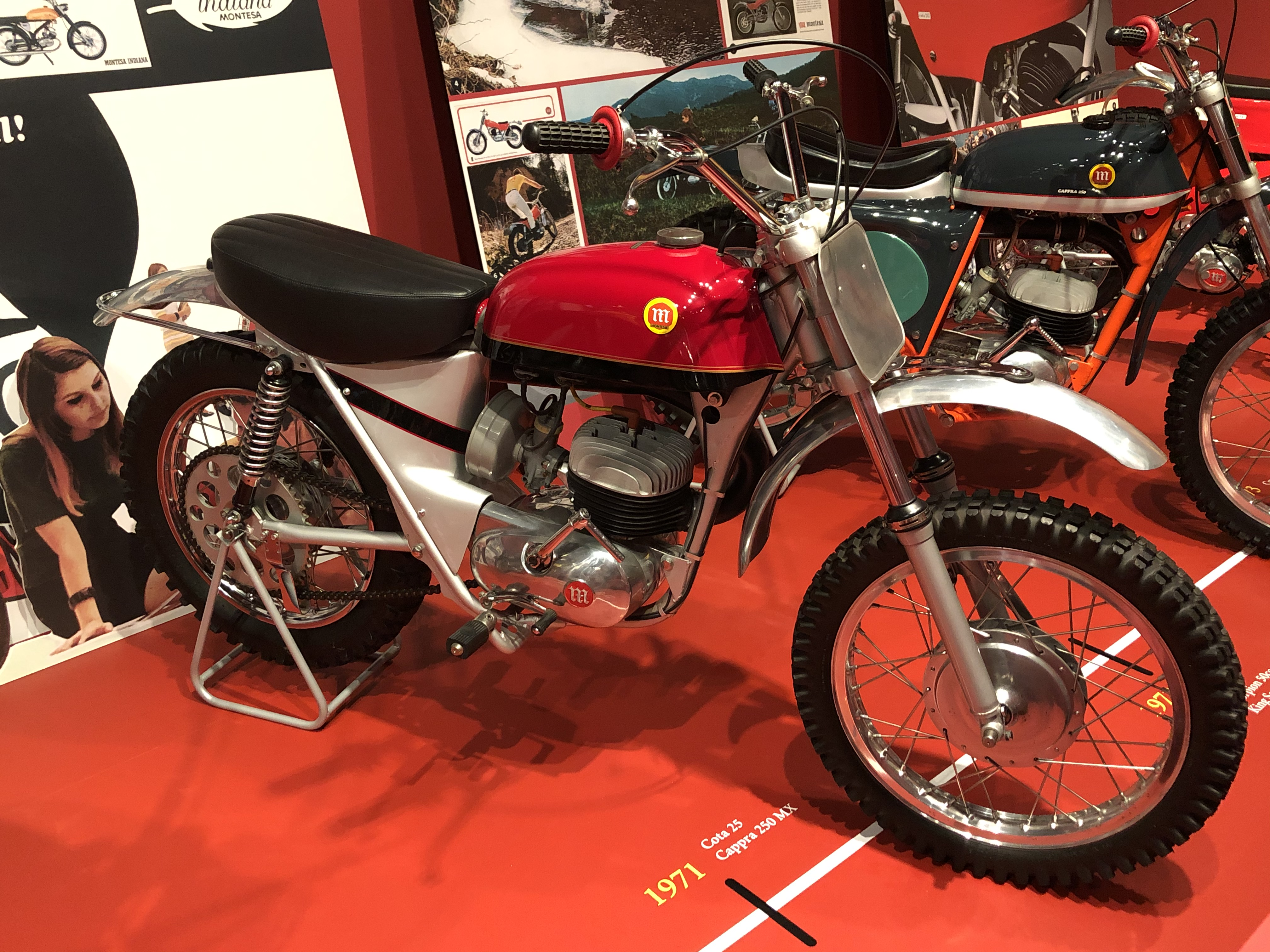
Dues Montesa de 250cc: LA Cross de 1966 i Cappra 250 de 1967

Coneguda familiarment a l'època com a "la petita cilindrada", la classe de 250 cc propicià l'entrada en escena dels motors de dos temps. Si fins aleshores, les motocicletes de 500 cc en muntaven de quatre, la necessitat d'una major agilitat i lleugeresa va fer que marques com ara Greeves, Husqvarna i ČZ es decantessin per aquest altre tipus de motors (d'altra banda, més barats i fàcils de mantenir). Les motos de dos temps convertiren les curses de motocròs en un espectacle encara més emocionant i ràpid.
A mitjan dècada del 1950, els dissenyadors de motocicletes de competició van començar a adoptar els nous materials lleugers i altament resistents que s'havien desenvolupat durant la Segona Guerra Mundial, especialment per a la indústria aeronàutica. Al mateix temps, un jove enginyer a l'Alemanya de l'Est va assolir un avenç tècnic que va potenciar la utilitat dels motors de dos temps i va revolucionar la indústria de la moto. Walter Kaaden, que havia treballat per a DKW abans de la guerra, convertí les MZ de velocitat en motos altament competitives. Estudiant els harmònics, va descobrir el principi de la cambra d'expansió que, un cop desenvolupada, augmentà instantàniament la potència d'un motor de dos temps en més d'un 25%. Afegint-hi millores en l'orifici del cilindre i vàlvules de disc rotatives, els motors de dos temps aconseguien una relació potència-pes que superava fàcilment els de quatre temps. A més a més, els dos temps eren menys complicats i molt més barats a l'hora de produir-los en sèrie. Aviat, pràcticament tots els països fabricants de motocicletes adoptaren aquesta nova tecnologia, entre ells l'Alemanya Occidental, Txecoslovàquia, el Regne Unit, Suècia, Catalunya i el Japó.
Al llarg dels anys, les motos de motocròs experimentaren diverses evolucions tècniques, entre elles el pas de la refrigeració per aire a la líquida, una innovació que es començà a experimentar als 125cc a finals dels 70 i que a mitjan dècada del 1980 es generalitzà a les altres cilindrades, i la suspensió posterior. Després dels primers experiments de Yamaha a mitjan anys 70, amb el seu sistema Cantilever, les motos anaren abandonant progressivament la tradicional disposició de basculant amb dos amortidors laterals per a passar a l'estàndard actual d'un de sol centrat, sota el selló, anomenat segons el fabricant Monoshock o Pro-Link.

### Fabricants

#### Els britànics

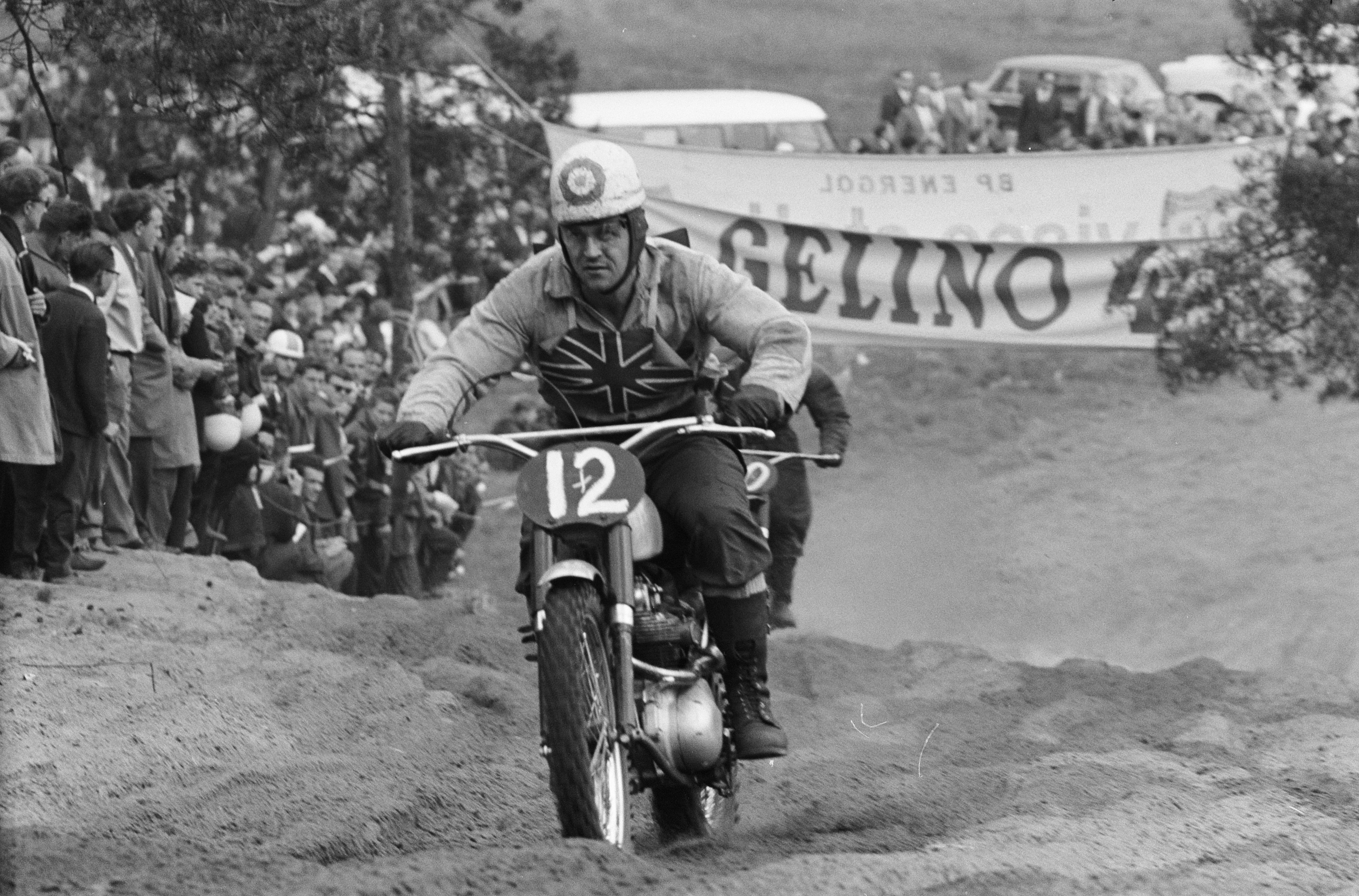
Jeff Smith amb la BSA 250 al GP dels Països Baixos de 1962

Al Regne unit, les motos de petita cilindrada eren conegudes des de començaments dels 50. El 1954, després que Bill Barugh hagués popularitzat les DOT amb motor Villiers, Brian Stonebridge desenvolupà la primera BSA lleugera, la Bantam 125. Més endavant, a començaments de la dècada del 1960, pilots com ara Jeff Smith i Arthur Lampkin pilotaren BSA de quatre temps competitives al mundial de 250cc. Un dels pioners a proposar seriosament motors de dos temps per a l'scramble fou Bertram Greeves, el fabricant de les conegudes Greeves des de la seva fàbrica de Thundersley, Essex. El 1957, Greeves fitxà Stonebridge per tal que col·laborés en el desenvolupament de les seves motos de dos temps, equipades també amb motors Villiers. Brian Stonebridge aconseguí amb una d'aquestes motos el subcampionat d'Europa de 250 cc el 1959, poc abans de morir-se en un accident d'automòbil mentre anava de passatger al cotxe del seu cap, Bertram Greeves. Les dues temporades següents, Greeves aconseguí el títol europeu amb Dave Bickers de pilot.
Cap a començaments dels 60, els germans Rickman (Don i Derek), fabricants de les reeixides Métisse de quatre temps a New Milton, Hampshire, decidiren provar també amb els dos temps i s'associaren amb Bultaco, associació que donà peu al llançament de la Bultaco Métisse el 1964. Els Rickman varen ser pioners en l'ús de tubs d'aliatge de crom en els seus reputats bastidors i, més endavant, BSA va experimentar amb un xassís de titani, tots ells a la recerca de lleugeresa i resistència.

#### Els txecs
Un dels primers països a interessar-se pels 250 cc fou l'antiga Txecoslováquia. Jawa va fabricar el seu primer model de motocròs el 1954, tot i que abans, nombrosos afeccionats ja havien adaptat alguns models de carretera de la marca a aquesta modalitat. Jaromír Čížek es construí ell mateix la Jawa 250 amb què guanyà tres Campionats de Txecoslovàquia de 250 cc (1954-1955 i 1957) i la segona Copa d'Europa el 1958. El secret de la seva moto era el motor de carrera curta (70 mm de diàmetre x 64,5 mm de carrera) que proporcionava més potència i una més ràpida acceleració. El primer model de motocròs fabricat en sèrie per l'empresa fou la Jawa typ 557 de 1957. Basada en la moto d'enduro que la marca feia participar en els ISDT, duia un motor potenciat, un canvi de velocitats més tancat i un pes final de 125 kg.
Però la marca txeca més reeixida fou, sens dubte, ČZ. Una de les primeres motos de 250 cc d'aquesta marca fou la que pilotà Alois Roučka al GP d'Àustria de 1958. Era una 175 dels ISDT modificada precipitadament i apujada als 250 cc. Roučka no va acabar la cursa, però al GP de Gran Bretanya de 1960, Vlastimil Válek fou tercer amb un prototip molt més avançat, dotat de doble tub d'escapament. A finals d'aquella temporada, la ČZ ja superava en prestacions la seva compatriota Jawa.
El 1964, Joël Robert guanyà el seu primer Campionat del Món amb una ČZ. La ČZ 250 typ 968, apareguda aquell mateix any, incloïa avenços com ara dipòsit de benzina i parafangs de fibra de vidre, caixa d'aire d'alumini i bloc motor de magnesi fos a la sorra. La moto lliurava 27 CV a 6.000 rpm. A finals de 1964, se n'exportaren les primeres unitats als Estats Units. El 1965, Víktor Arbékov va guanyar el mundial amb una d'aquestes ČZ.

#### Husqvarna
Husqvarna, empresa coneguda a l'època especialment per la fabricació d'armes i màquines de cosir, havia produït motocicletes de manera intermitent des de començaments de segle. Després de la guerra, veient que a Suècia hi havia greus mancances de mitjans de transport, l'empresa va decidir de tornar a dedicar-s'hi. Per tal d'augmentar el seu potencial de vendes, la firma volia una motocicleta per als joves, un sector en què la legislació sueca era molt estricta pel que fa al pes de la moto. En conseqüència, Husqvarna va fer un ús extensiu d'aliatges lleugers per al bastidor, tambors de fre, llandes i peces de fosa del motor del seu nou model, equipat amb un motor de 175 cc.
Llançada el 1955, la moto fou batejada com a Silverpilen ("Sageta d'argent"). Tot i no estar pensada per a competició, joves pilots com ara Rolf Tibblin van veure'n de seguida el potencial i van començar a modificar-la per a les curses, augmentant-ne també la cilindrada del motor fins als 250 cc. Aquella moto fou la base de tota una generació de models de motocròs de Husqvarna que dominaren el mundial durant dècades, en dura competència amb les ČZ. El model CR 250 de 1972, amb canvi de 5 velocitats, pesava 100 kg i lliurava 31 CV a 6.800 rpm.

#### Els japonesos
Malgrat la dura competència de les diverses marques europees, el mundial de motocròs es decidia tradicionalment a favor d'algun pilot de ČZ o de Husqvarna, fins que l'arribada dels japonesos va capgirar la situació. Al tombant de la dècada del 1960, Suzuki i Yamaha s'interessaren per aquesta disciplina motociclista i començaren a desenvolupar els seus prototips, assistits tots dos per experts pilots europeus. Suzuki fou la pionera, en contractar a Olle Pettersson el 1968 com a pilot provador de la futura TM-250. El 1970, la marca japonesa fitxà els dos millors del moment, Joël Robert i Sylvain Geboers, com a companys de Pettersson i aquell mateix any, Robert ja va aconseguir el primer dels nombrosos mundials que aconseguí Suzuki als 250 cc.
Yamaha va començar a desenvolupar el seu prototip amb l'ajuda de Torsten Hallman el 1970. El 1972, l'empresa fitxà Håkan Andersson i el 1973, aquest donà el primer mundial de motocròs a la marca dels tres diapasons. D'ençà de 1972, Olle Pettersson participà també en el desenvolupament de les primeres Kawasaki de 250 cc, tot i que el pilot que més va contribuir al seu perfeccionament, a partir del 1973, fou el també suec Thorleif Hansen.
Pel que fa a Honda, la seva entrada al mundial s'endarrerí una mica més. No fou fins al 1987 que la marca aconseguí el seu primer títol de 250 cc a mans d'Eric Geboers, però l'arribada de la quarta marca japonesa en discòrdia, amb grans pressupostos i cars fitxatges dels millors pilots, donà resultats immediats. Jean-Michel Bayle i Trampas Parker aconseguiren ràpidament dos campionats més de 250 cc per a Honda, una xifra que anà augmentant progressivament fins a arribar als 9 mundials de la marca, la xifra rècord pel que fa als fabricants (empatada amb Suzuki).

#### Els catalans

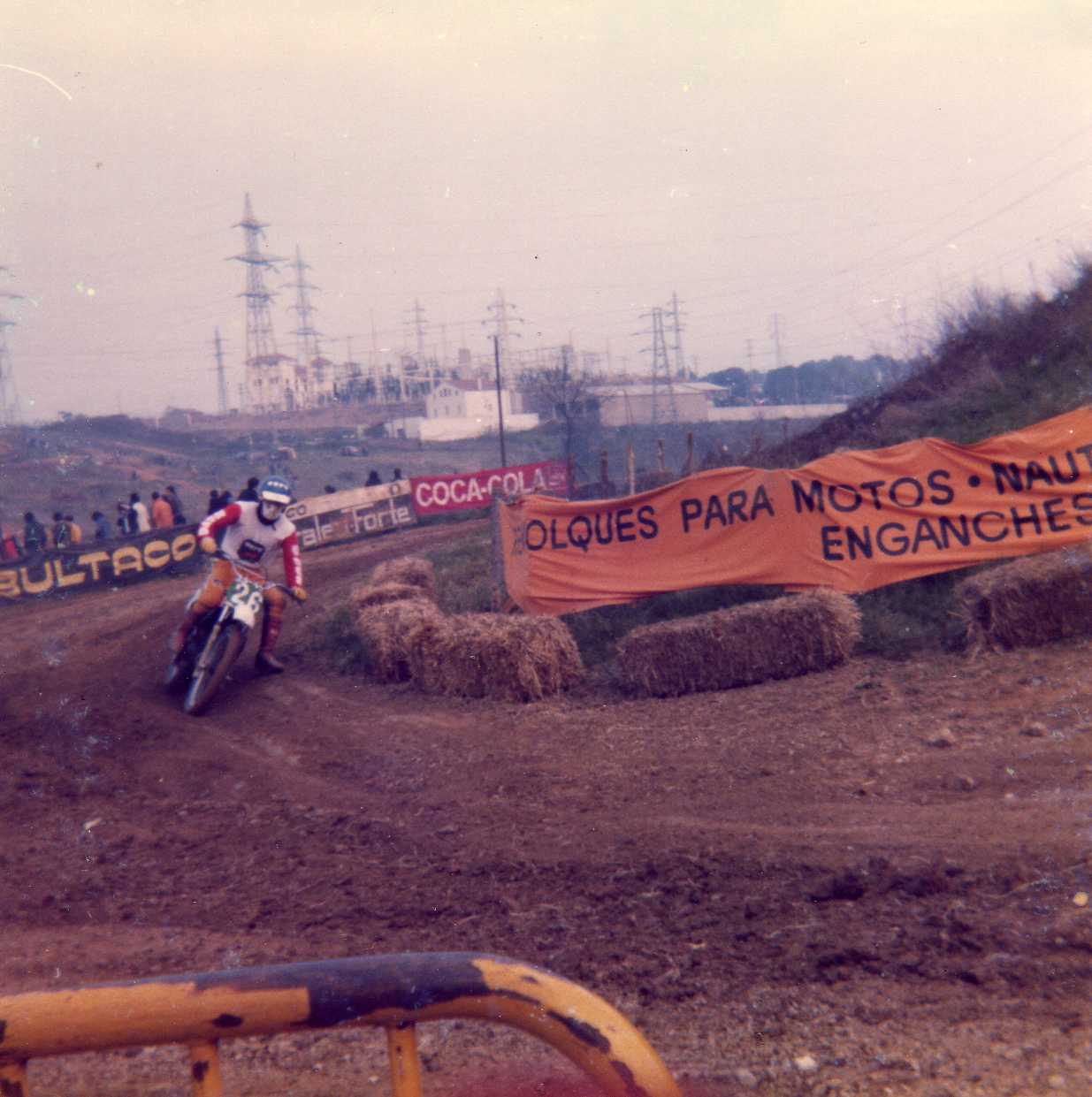
Randy Muñoz al Vallès amb la Montesa Cappra VB 250 el 1978

El 1964, els germans Rickman havien llançat conjuntament amb Bultaco la Métisse 250, un model que va tenir molt d'èxit entre els pilots privats. Paco Bultó, però, no volia pas una "mestissa" sinó una "pura sang" i el 1967 va llançar el primer model dissenyat íntegrament a Sant Adrià de Besòs: la Pursang. L'èxit de la moto fou immediat i se'n vengueren arreu del món, on nombrosos pilots hi assoliren triomfs als respectius campionats estatals. La Pursang arribà al seu zenit al mundial amb Jim Pomeroy el 1973, i el 1977, la marca catalana canvià el nord-americà pel campió del món de 1975, Harry Everts. Tant l'un com l'altre guanyaren Grans Premis amb la Bultaco, tot i que la posició més alta assolida per la marca al mundial foren sengles quarts llocs finals de Pomeroy (1976) i Everts (1977).
Montesa fou l'altra marca catalana que destacà al mundial de motocròs. La Cappra 250, apareguda el 1967, arribà al seu màxim nivell amb Kalevi Vehkonen, qui la portà al quart lloc final la temporada de 1972. Aquell any, Montesa fou la primera marca europea classificada, darrere de Joël Robert i Sylvain Geboers (Suzuki) i Håkan Andersson (Yamaha). Andersson fitxà per Montesa a finals de 1975, tot i que amb la marca catalana destacà especialment al mundial de 500 cc. Al de 250 cc, després de Vehkonen qui més èxits va assolir amb la Cappra fou Raymond Boven, qui donà a la marca la primera victòria en Gran Premi en guanyar al Vallès el GP d'Espanya de 1977.
Hi hagué altres fabricants catalans que produïren motos competitives de 250 cc, com ara OSSA, amb la Phantom, i Derbi, però cap d'ells no arribà al nivell de Bultaco i Montesa pel que fa a la competició internacional.

#### Els germànics

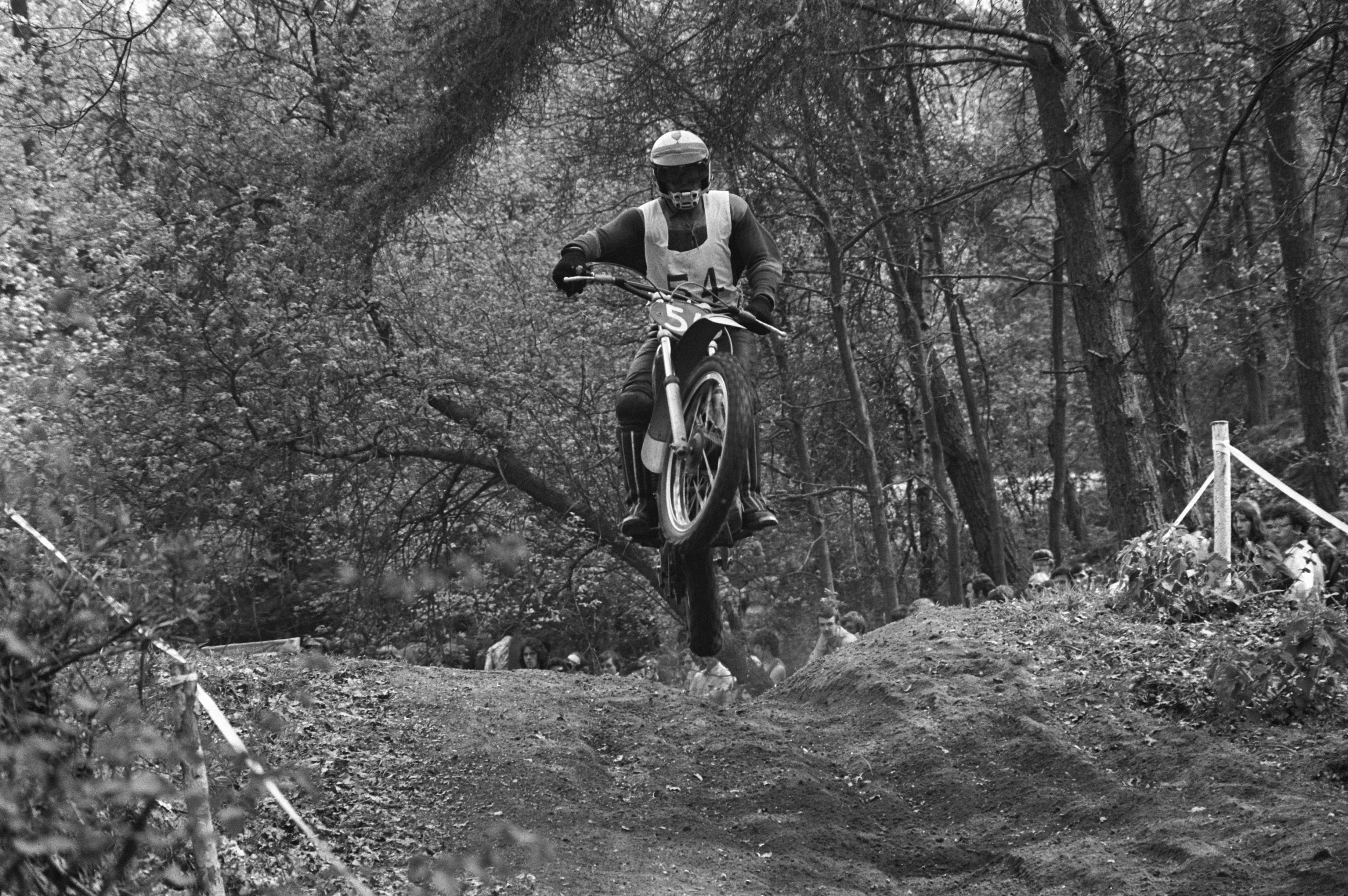
Vladimir Kavinov amb la KTM 250 el 1972

Maico, fabricant alemany amb seu propera a Tübingen, començà a produir motocicletes de motocròs en sèrie a finals dels 60, tot i que ja feia anys que en construïa algunes per a competició (Fritz Betzelbacher guanyà la primera Copa d'Europa el 1957 amb una Maico). Les seves MC 250 varen ser altament competitives durant tota la història del campionat i, malgrat no guanyar-ne cap títol, pilots com ara Hans Maisch o Adolf Weil hi varen triomfar en diversos Grans Premis.
A banda de Sachs durant una breu etapa, un altre fabricant alemany que va produir motos de 250 cc fou Kramer, actiu durant la dècada del 1970 fins que, cap a 1982, es dissolgué i mantingué només la seva filial italiana, Kram-It.
Al llarg de la història dels 250 cc, hi hagué dos fabricants austríacs que participaren amb èxit al campionat: Puch (guanyadora del mundial de 1975 amb Harry Everts) i, sobretot, KTM, marca encara activa a l'actualitat. L'empresa, que havia començat el 1953 tot muntant motors d'altres marques (Sachs, Rotax i Puch) a les seves motos, llançà el primer dissenyat i construït íntegrament a les seves instal·lacions el 1972. Es tractava d'un motor de dos temps i 175 cc que l'empresa apujà a 250 cc el 1973 i muntà, entre d'altres, als models de motocròs. Només un any després, Guennadi Moisséiev guanyà el primer mundial per a KTM amb una d'aquelles motos.
El 1982, KTM presentà un nou motor de 250 cc de vàlvula rotativa, amb l'admissió situada a la part posterior del càrter i refrigeració líquida. El 1985, aquest motor incorporà encesa digital i el mateix any, Heinz Kinigadner hi aconseguí el seu segon títol de Campió del Món. El 1987, el motor de KTM adoptà per primer cop el sistema de vàlvula de potència i el 1990, el de doble vàlvula. El darrer campionat de 250 cc de la marca fou el de 1985, però arribats al nou sistema de categories, KTM ha guanyat nombrosos títols de MX1/MXGP gràcies a Antonio Cairoli i Jeffrey Herlings.

#### Els italians
Varen ser nombrosos els fabricants italians que varen desenvolupar motos de 250 cc i participaren més o menys oficialment al campionat, tot i que els únics que hi varen destacar foren Gilera i Cagiva, ambdós durant la dècada del 1980. Entre els altres, cal recordar Aspes, Ancillotti, SWM, Beta, Aprilia i TM.

### Models destacats
Són nombrosos els models de motocicleta que han fet història dins la categoria dels 250cc. Per tal d'esmentar-ne alguns, cal recordar aquests:
| - Jawa typ 557 (1957) - Greeves MDS (1962-1965) - Greeves Challenger (1964-1968) - ČZ 250 typ 968 (1964-1968) - ČZ 250 typ 980 (1966-1977) | - Bultaco Métisse (1964-1968) - Bultaco Pursang 250 (1967-1981) - Montesa Cappra 250 (1967-1982) - OSSA Phantom 250 (1974-1977) - Maico MC 250 (1968-1979) | - Suzuki RH250 (1970-1975) - Suzuki TM-250 (1971-1975) - Suzuki RM250 (1976) - Yamaha YZ250 (1973) - Puch 250 MC (1975) | - Kawasaki KX250 (1974-2007) - KTM MC 250 (1977) - Honda CR250M Elsinore (1973-1977) - Honda RC250 (1980-1992) - Derbi 250 RC 250 (1981-1983) |

### Galeria d'imatges

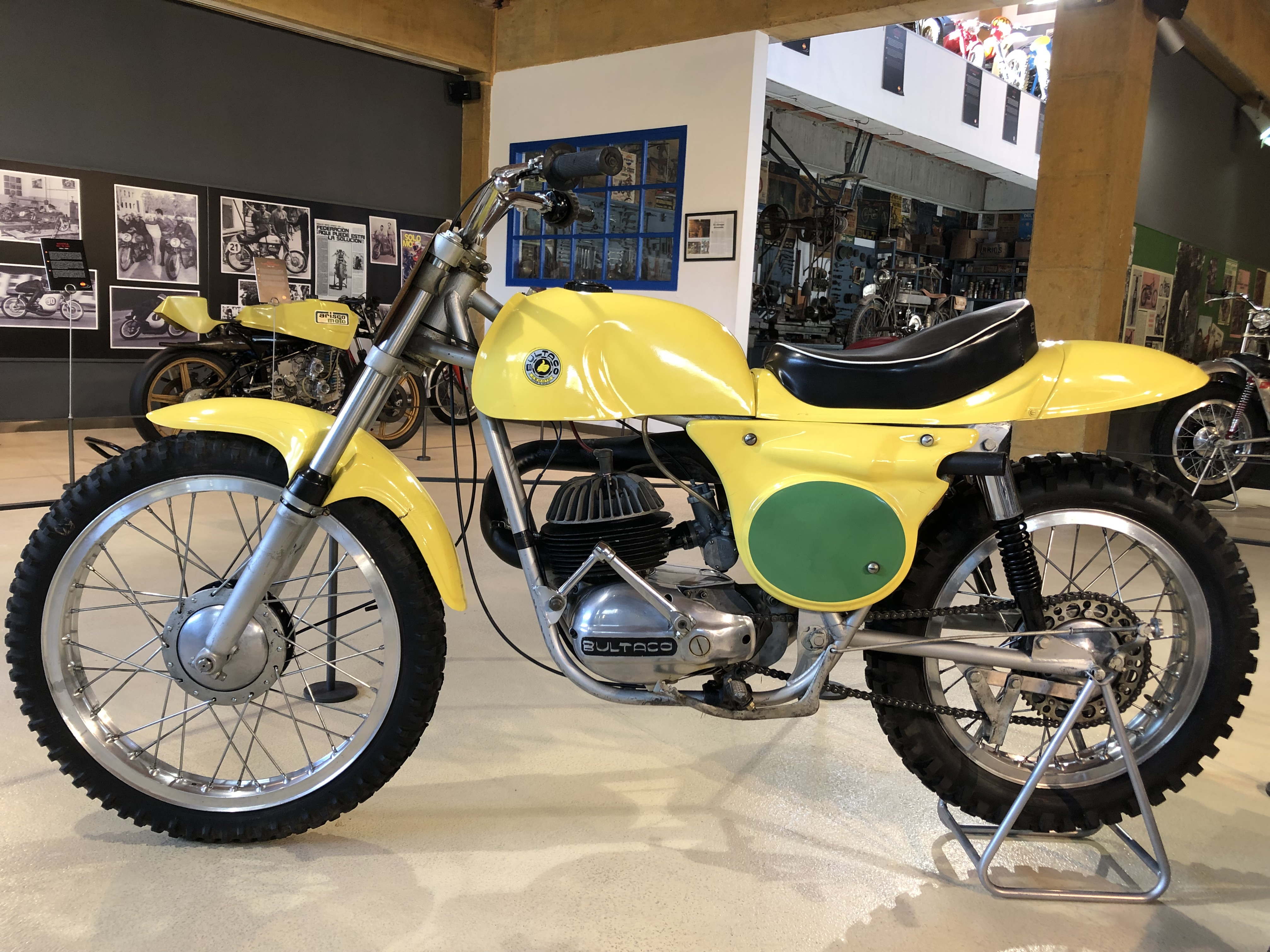
Bultaco Métisse de 1964
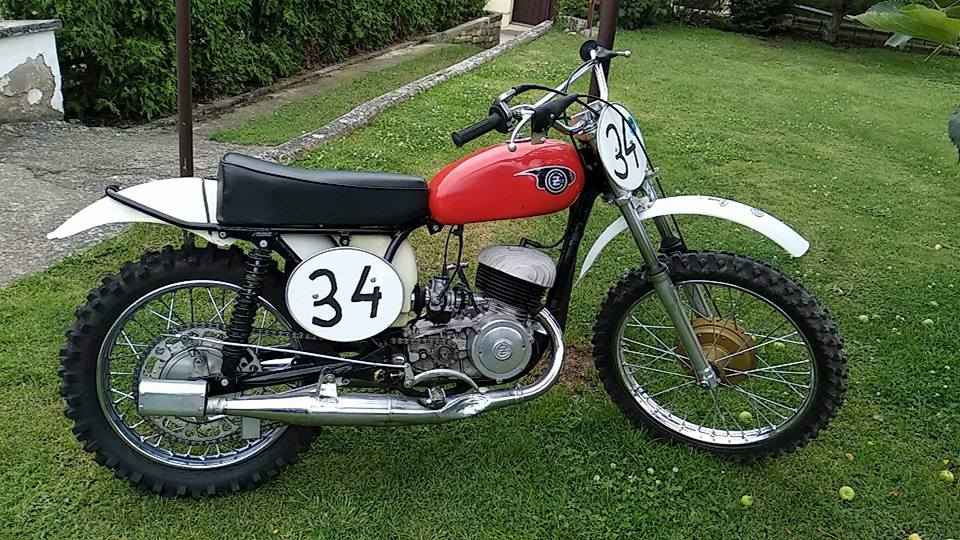
ČZ 250 typ 968 de 1964
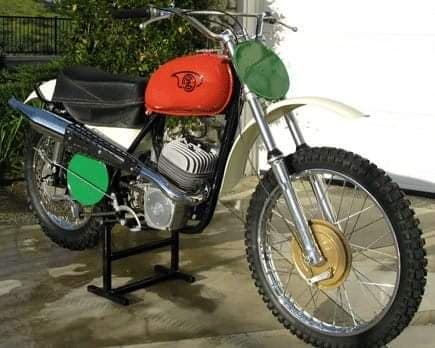
ČZ 250 typ 980 de 1966
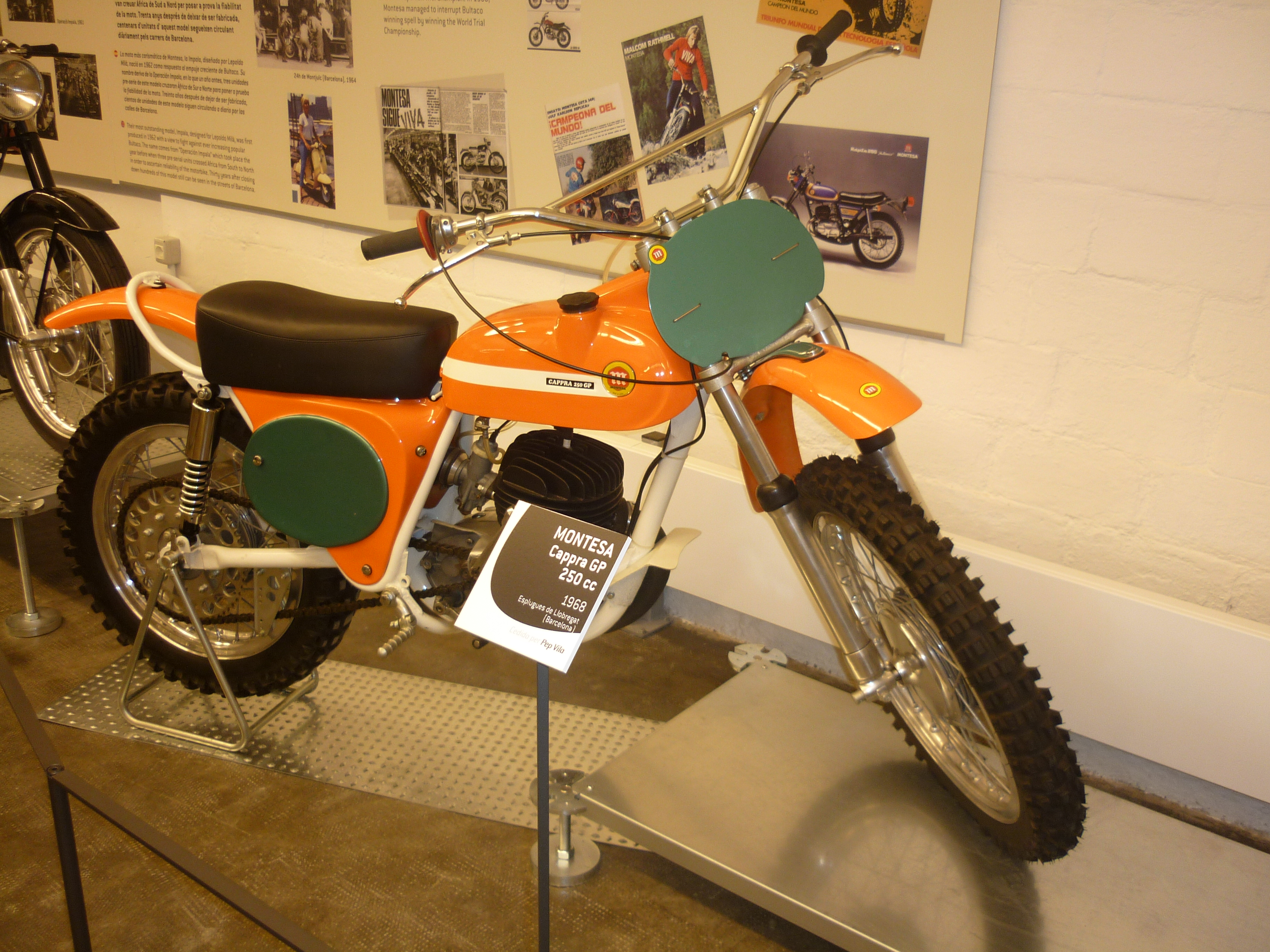
Montesa Cappra GP 250 de 1968
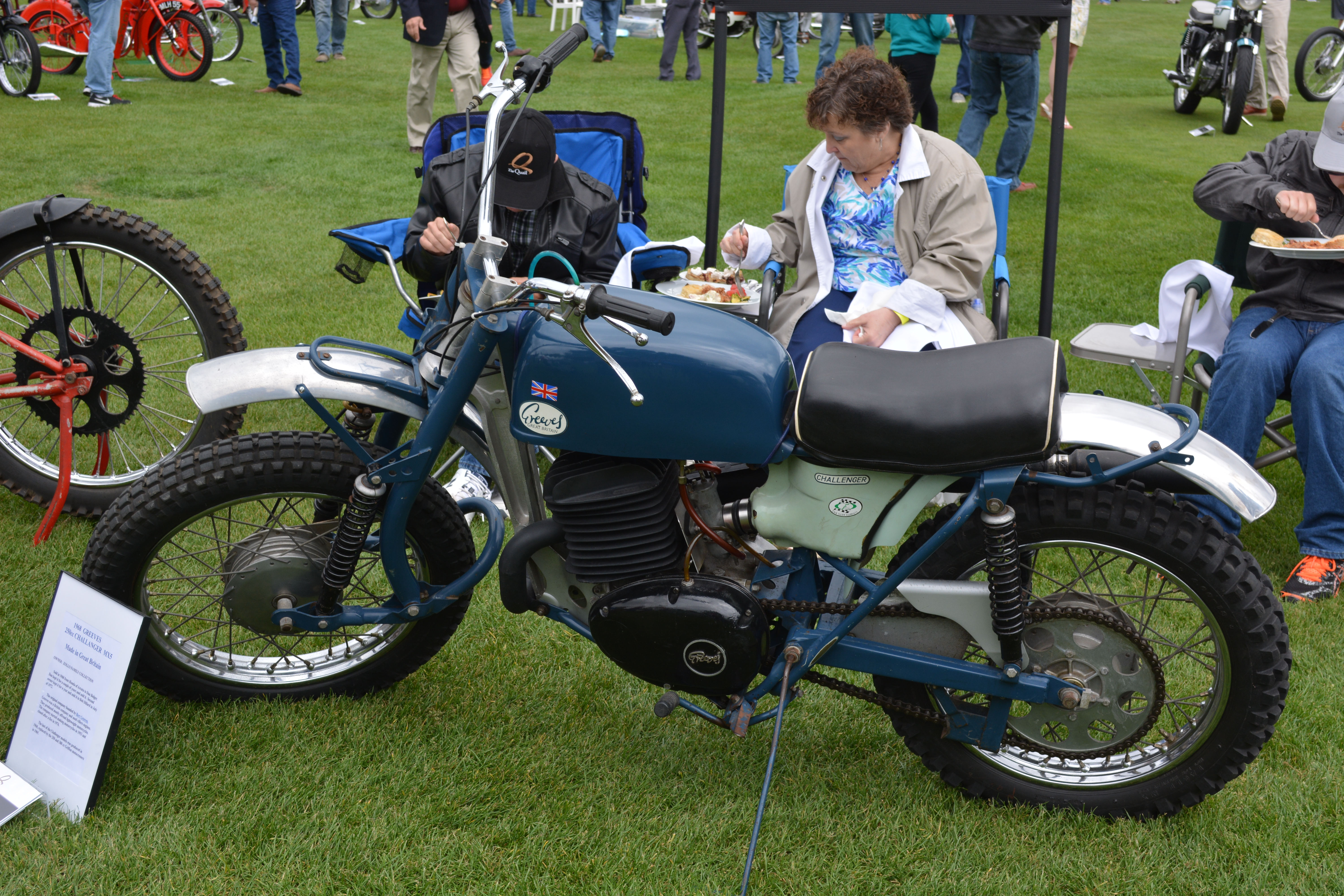
Greeves Challenger MX5 de 1968
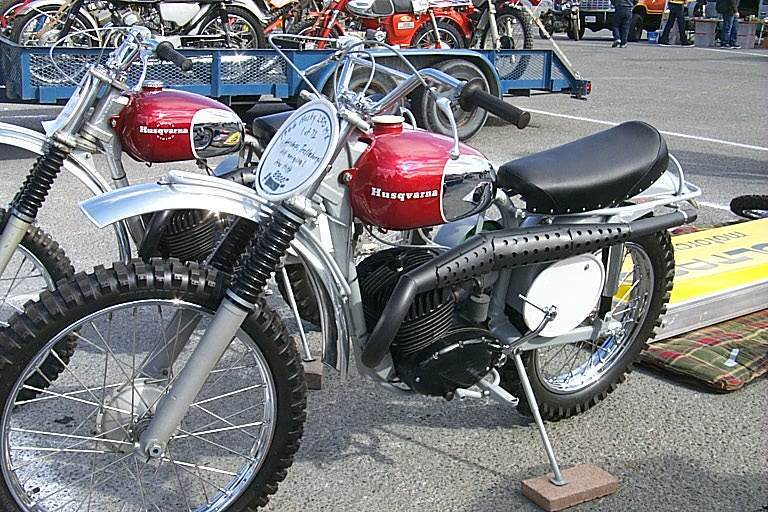
Husqvarna 250 Cross de 1971

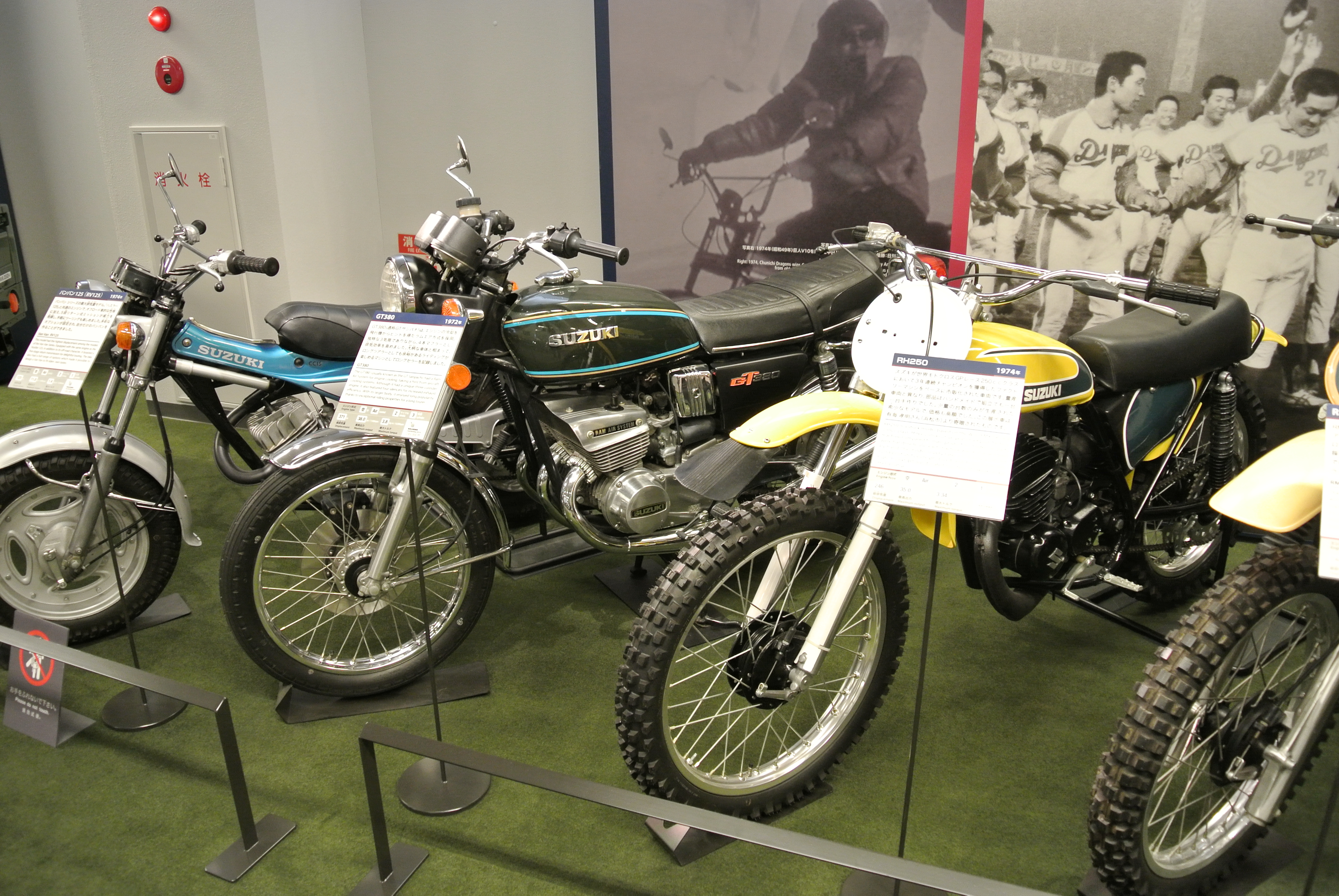
Suzuki RH250 de 1974 (la groga)
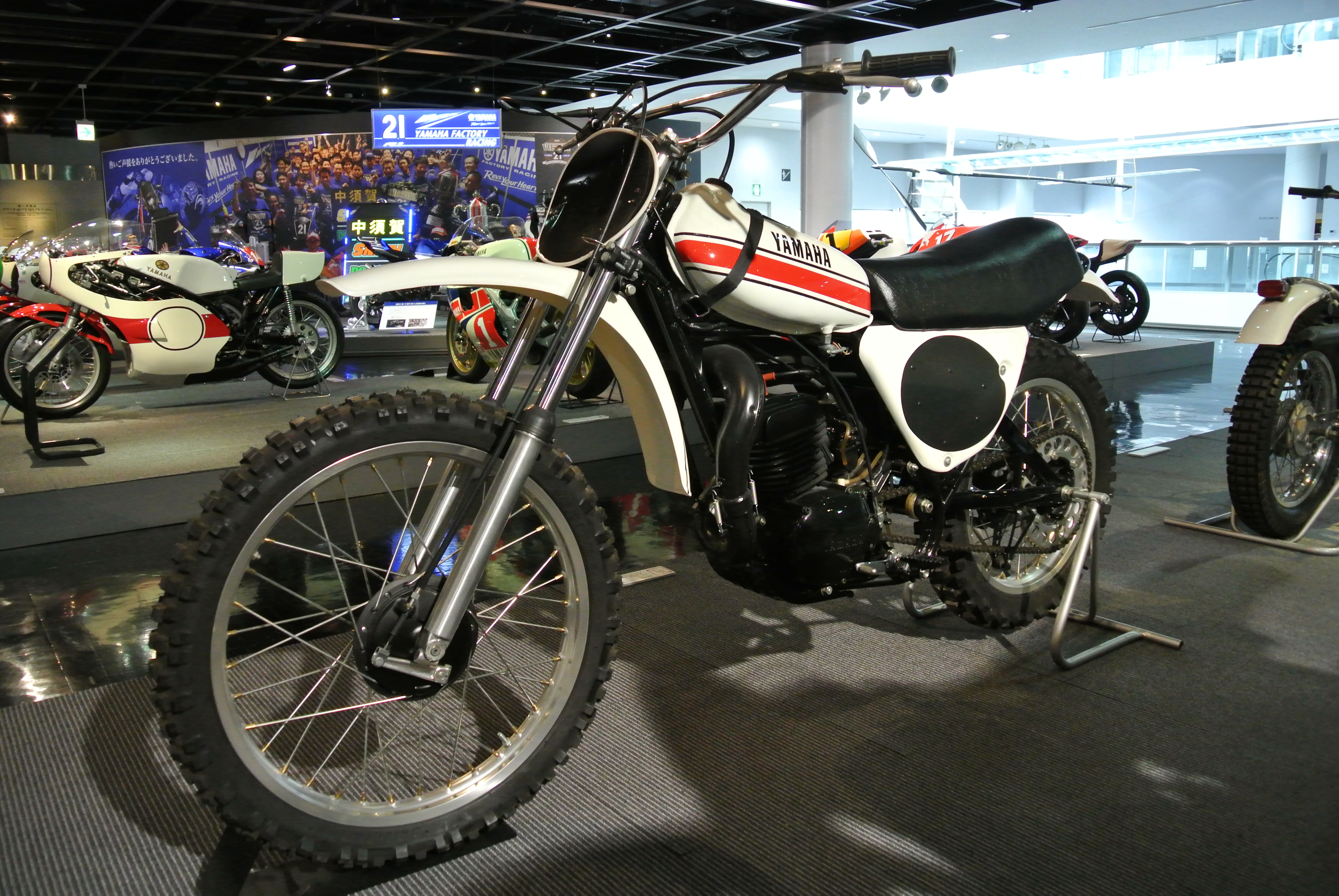
Yamaha YZ250 (OW12) de 1974
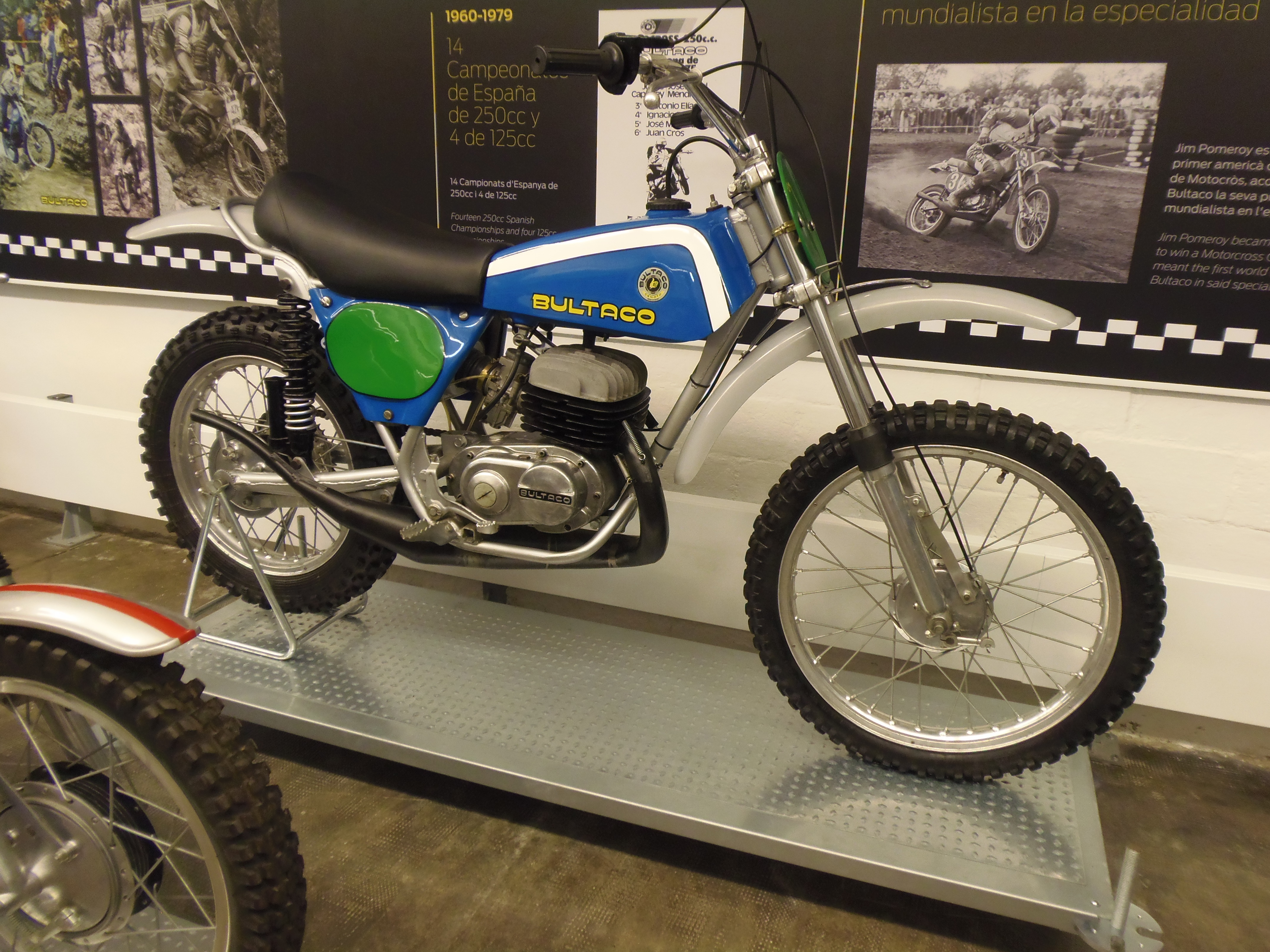
Bultaco Pursang MK8 de 1974
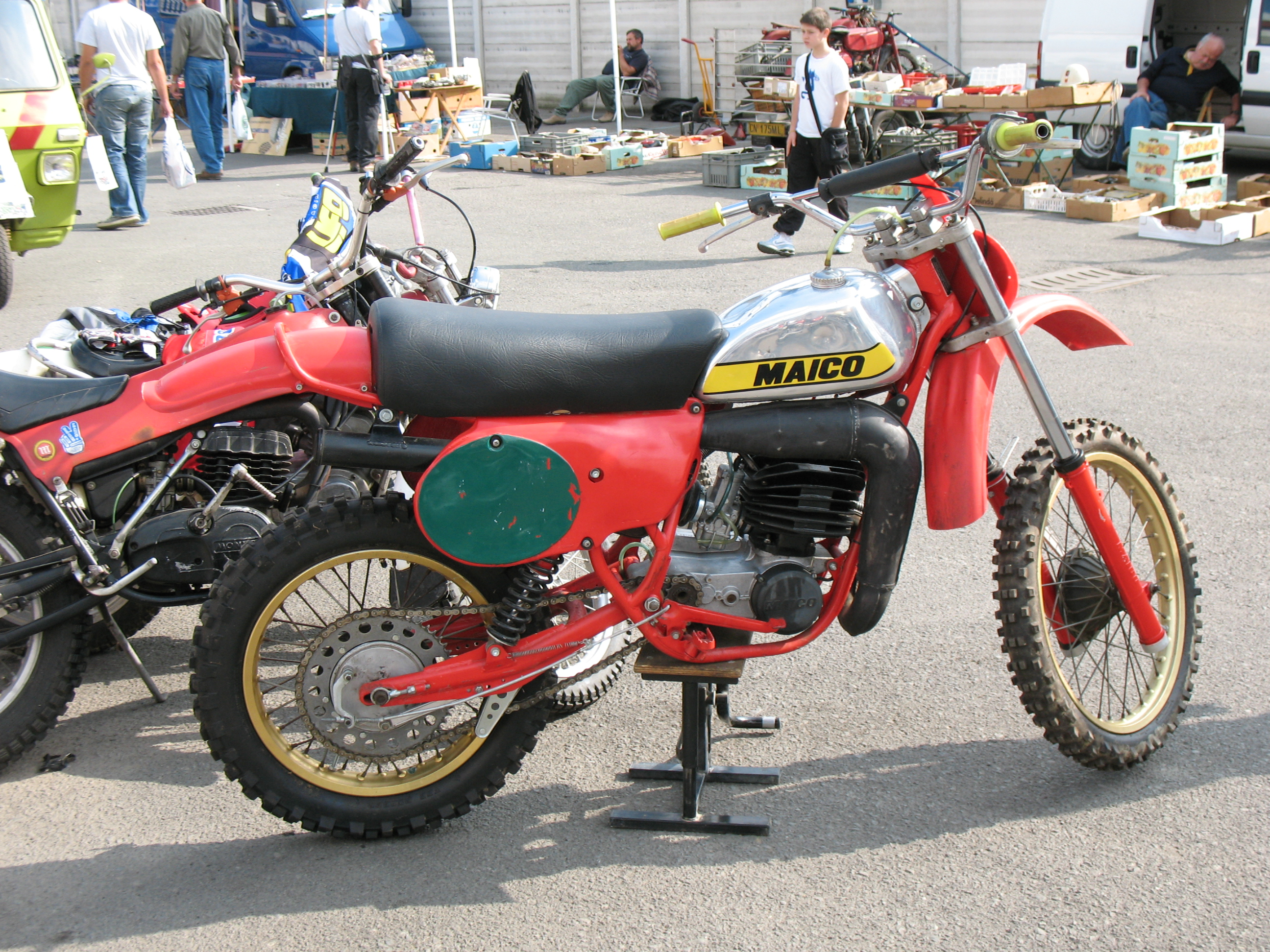
Maico MC 250 ca. 1978
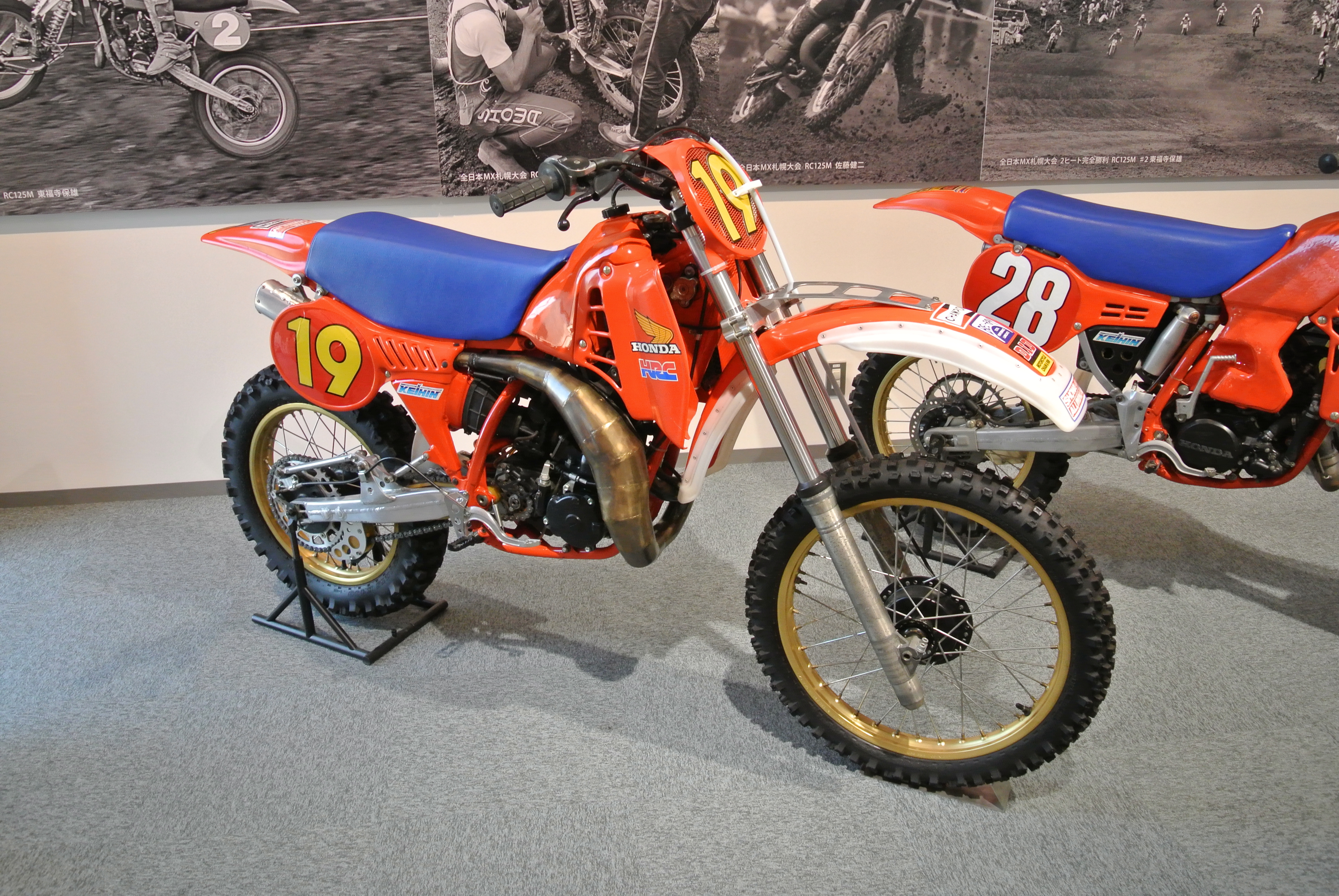
Honda RC250M de 1982
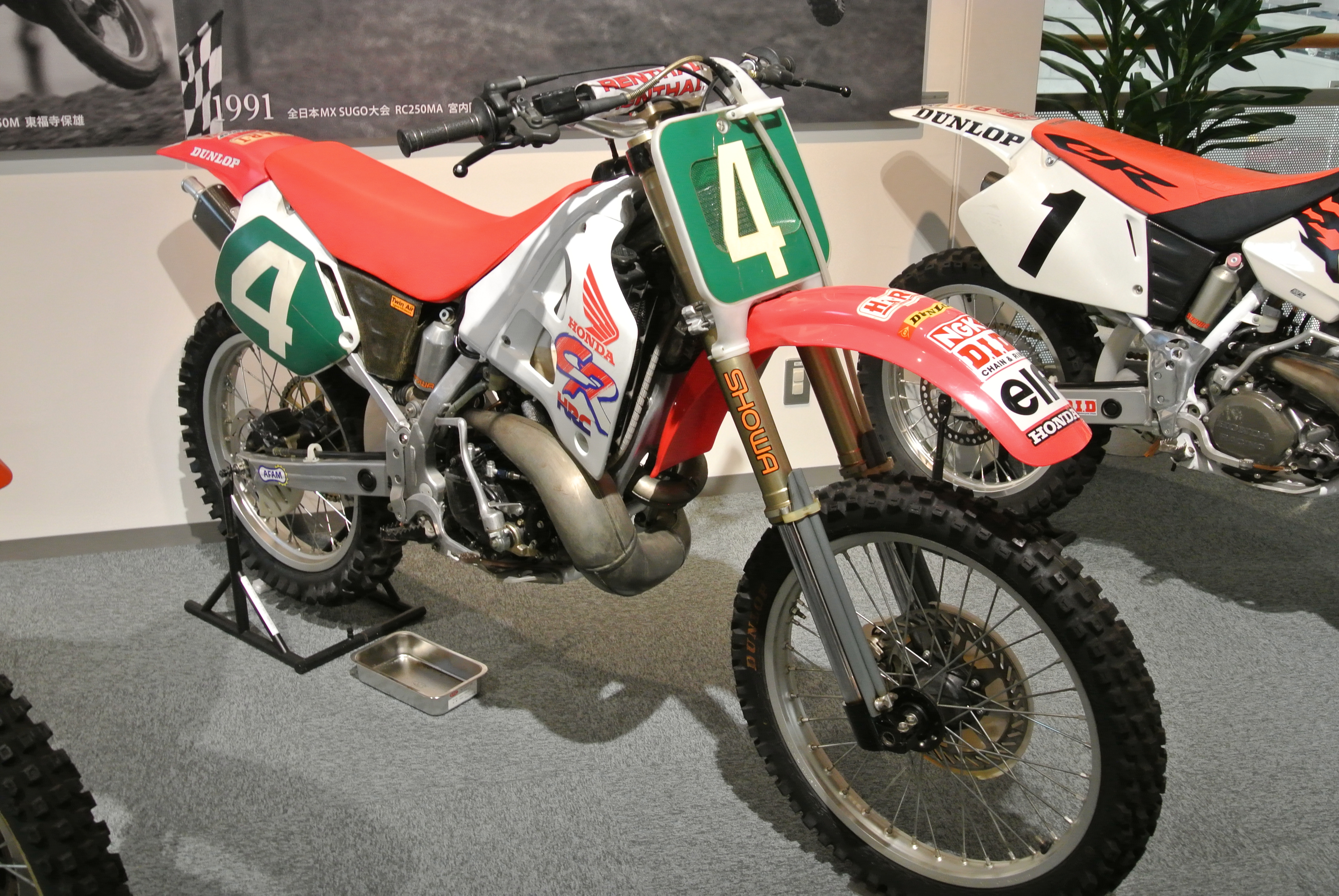
Honda RC250MA de 1991

## Grans Premis

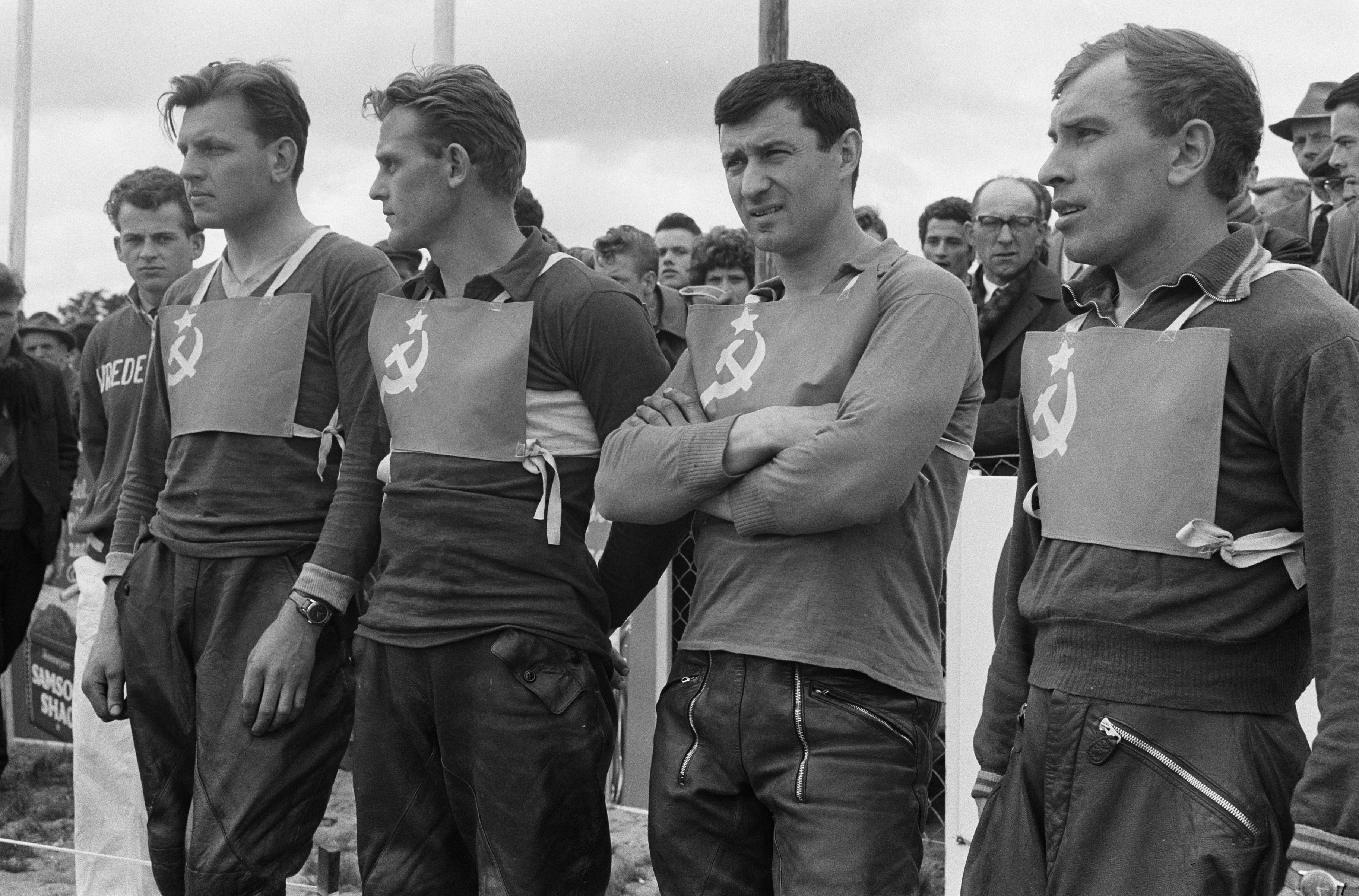
La representació soviètica al GP dels Països Baixos de 250cc de 1962

Els principals Grans Premis de motocròs de 250 cc varen ser aquests:
| - Gran Premi d'Alemanya (1957-2003) - Gran Premi de l'Alemanya Oriental (1959-1971) - Gran Premi d'Àustria (1957-2003) - Gran Premi de Bèlgica (1957-2003) - Gran Premi d'Espanya (1962-2003) - Gran Premi dels Estats Units (1978-1999) | - Gran Premi de Finlàndia (1960-1996) - Gran Premi de França (1957-2003) - Gran Premi de Gran Bretanya (1958-1999) - Gran Premi d'Itàlia (1957-2003) - Gran Premi de Iugoslàvia (1968-1988) - Gran Premi de Luxemburg (1957-2000) | - Gran Premi dels Països Baixos (1958-2003) - Gran Premi de Polònia (1958-1999) - Gran Premi de Suècia (1958-2003) - Gran Premi de Suïssa (1957-2001) - Gran Premi de Txecoslovàquia (1958-1991) - Gran Premi de l'URSS (1962-1985) |

## Llista de campions
| I       | 1957 | Fritz Betzelbacher | Maico     |  |  |  |  |
| II      | 1958 | Jaromír Cížek      | Jawa      |  |  |  |  |
|         |      |                    |           |  |  |  |  |
| I       | 1959 | Rolf Tibblin       | Husqvarna |  |  |  |  |
| II      | 1960 | Dave Bickers       | Greeves   |  |  |  |  |
| III     | 1961 | Dave Bickers       | Greeves   |  |  |  |  |
|         |      |                    |           |  |  |  |  |
| I       | 1962 | Torsten Hallman    | Husqvarna |  |  |  |  |
| II      | 1963 | Torsten Hallman    | Husqvarna |  |  |  |  |
| III     | 1964 | Joël Robert        | ČZ        |  |  |  |  |
| IV      | 1965 | Víktor Arbékov     | ČZ        |  |  |  |  |
| V       | 1966 | Torsten Hallman    | Husqvarna |  |  |  |  |
| VI      | 1967 | Torsten Hallman    | Husqvarna |  |  |  |  |
| VII     | 1968 | Joël Robert        | ČZ        |  |  |  |  |
| VIII    | 1969 | Joël Robert        | ČZ        |  |  |  |  |
| IX      | 1970 | Joël Robert        | Suzuki    |  |  |  |  |
| X       | 1971 | Joël Robert        | Suzuki    |  |  |  |  |
| XI      | 1972 | Joël Robert        | Suzuki    |  |  |  |  |
| XII     | 1973 | Håkan Andersson    | Yamaha    |  |  |  |  |
| XIII    | 1974 | Guennadi Moisséiev | KTM       |  |  |  |  |
| XIV     | 1975 | Harry Everts       | Puch      |  |  |  |  |
| XV      | 1976 | Heikki Mikkola     | Husqvarna |  |  |  |  |
| XVI     | 1977 | Guennadi Moisséiev | KTM       |  |  |  |  |
| XVII    | 1978 | Guennadi Moisséiev | KTM       |  |  |  |  |
| XVIII   | 1979 | Håkan Carlqvist    | Husqvarna |  |  |  |  |
| XIX     | 1980 | Georges Jobé       | Suzuki    |  |  |  |  |
| XX      | 1981 | Neil Hudson        | Yamaha    |  |  |  |  |
| XXI     | 1982 | Danny LaPorte      | Yamaha    |  |  |  |  |
| XXII    | 1983 | Georges Jobé       | Suzuki    |  |  |  |  |
| XXIII   | 1984 | Heinz Kinigadner   | KTM       |  |  |  |  |
| XXIV    | 1985 | Heinz Kinigadner   | KTM       |  |  |  |  |
| XXV     | 1986 | Jacky Vimond       | Yamaha    |  |  |  |  |
| XXVI    | 1987 | Eric Geboers       | Honda     |  |  |  |  |
| XXVII   | 1988 | John van den Berk  | Yamaha    |  |  |  |  |
| XXVIII  | 1989 | Jean-Michel Bayle  | Honda     |  |  |  |  |
| XXIX    | 1990 | Alessandro Puzar   | Suzuki    |  |  |  |  |
| XXX     | 1991 | Trampas Parker     | Honda     |  |  |  |  |
| XXXI    | 1992 | Donny Schmit       | Yamaha    |  |  |  |  |
| XXXII   | 1993 | Greg Albertyn      | Honda     |  |  |  |  |
| XXXIII  | 1994 | Greg Albertyn      | Suzuki    |  |  |  |  |
| XXXIV   | 1995 | Stefan Everts      | Honda     |  |  |  |  |
| XXXV    | 1996 | Stefan Everts      | Honda     |  |  |  |  |
| XXXVI   | 1997 | Stefan Everts      | Honda     |  |  |  |  |
| XXXVII  | 1998 | Sébastien Tortelli | Kawasaki  |  |  |  |  |
| XXXVIII | 1999 | Frédéric Bolley    | Honda     |  |  |  |  |
| XXXIX   | 2000 | Frédéric Bolley    | Honda     |  |  |  |  |
| XL      | 2001 | Mickaël Pichon     | Suzuki    |  |  |  |  |
| XLI     | 2002 | Mickaël Pichon     | Suzuki    |  |  |  |  |
|         |      |                    |           |  |  |  |  |
| XLII    | 2003 | Stefan Everts      | Yamaha    |  |  |  |  |

## Estadístiques
S'han considerat tots els resultats compresos entre el 1957 i el 2003.
Comptant les 42 edicions del campionat del món, les 3 del Campionat d'Europa i les 2 de la Copa d'Europa, s'arribaren a disputar 47 edicions del màxim nivell internacional de la classe de 250 cc. Dels 47 campions, només 10 van repetir el títol alguna vegada, essent el més reeixit el belga Joël Robert, amb 6 títols mundials, seguit pel suec Torsten Hallman i el també belga Stefan Everts amb 4 cadascun, i el soviètic Guennadi Moisséiev amb un total de tres títols. Pel que fa als països dels campions, com passa sovint a totes les categories del mundial, els més reeixits són Bèlgica, amb 14 títols, i Suècia, amb 7. Els segueix l'antiga URSS amb un total de 4 títols mundials. Finalment, les marques de motocicleta amb més campionats aconseguits són les japoneses (només entre Honda, Suzuki i Yamaha n'acumulen 25). Husqvarna, amb 7 campionats, KTM, amb 5, i ČZ amb 4 són les marques europees més ben situades en aquest rànquing.

### Campions múltiples
| Pilot              | Títols |
| ------------------ | ------ |
| Joël Robert        | 6      |
| Torsten Hallman    | 4      |
| Stefan Everts      | 4      |
| Guennadi Moisséiev | 3      |
| Dave Bickers       | 2      |
| Heinz Kinigadner   | 2      |
| Georges Jobé       | 2      |
| Greg Albertyn      | 2      |
| Frédéric Bolley    | 2      |
| Mickaël Pichon     | 2      |

### Títols per nacionalitat
| País           | Total |
| -------------- | ----- |
| Bèlgica        | 14    |
| Suècia         | 7     |
| França         | 7     |
| Unió Soviètica | 4     |
| Regne Unit     | 3     |
| Estats Units   | 3     |
| Àustria        | 2     |
| Sud-àfrica     | 2     |
| RFA            | 1     |
| Txecoslovàquia | 1     |
| Països Baixos  | 1     |
| Itàlia         | 1     |
| Finlàndia      | 1     |
| Total          | 47    |

### Títols per marca
| Marca     | Títols |
| --------- | ------ |
| Honda     | 9      |
| Suzuki    | 9      |
| Yamaha    | 7      |
| Husqvarna | 7      |
| KTM       | 5      |
| ČZ        | 4      |
| Greeves   | 2      |
| Maico     | 1      |
| Jawa      | 1      |
| Puch      | 1      |
| Kawasaki  | 1      |
| Total     | 47     |

1. ↑  S'ha comptabilitzat la marca de la motocicleta amb què el campió guanyà el títol aquell any.